# Элайон, Гертруда
Гертруда Белл Элайон (англ. Gertrude Belle Elion; 23 января 1918 года, Нью-Йорк, США — 21 февраля 1999 года, Чапел-Хилл, Северная Каролина, США) — американская ученая — биохимик и фармаколог. В 1988 году Элайон получила Нобелевскую премию по физиологии и медицине вместе с Джеймсом Блэком и её многолетним руководителем Джорджем Хитчингсом «За открытие важных принципов лекарственной терапии», и была первой, кто не был при этом ни врачом, ни обладателем докторской степени.
Член Национальной академии наук США (1990) и Национальной медицинской академии США (1991), иностранный член Лондонского королевского общества (1995). Удостоена Национальной научной медали США (1991).

## Биография
Гертруда Элайон родилась 23 января 1918 г. в еврейской иммигрантской семье (её отец иммигрировал в 12 лет из Литвы, мать в 14 лет — из России). Окончила Хантерский колледж, бакалавриат, в 1937 году. Затем она в течение семестра преподавала в Нью-Йоркской больничной школе медсестер и только в 1939 г. смогла продолжить обучение в аспирантуре Нью-Йоркского университета, где в 1941 г., будучи единственным кандидатом женского пола, получила степень магистра наук по химии.
В 1941—42 гг. работала преподавателем химии и физики, затем химиком-лаборантом в фирме по производству пищевых продуктов «Quaker Maid» (1942—43). В 1943—44 занималась синтезом органических соединений в компании «Джонсон энд Джонсон» в Нью-Джерси. В 1944 г. Элайон перешла в фармацевтическую компанию «Веллкам» (сейчас GlaxoSmithKline), а затем и в «Барроуз Велкам» в Северной Каролине, где работала до 1984 г. Элайон была ассистентом-биохимиком (1944—50), заместителем директора по научной работе (1955—62), директором по научной работе (1963—66) и руководителем отдела экспериментальной терапии (1966—83), в котором проводились направленные на создание новых лекарственных препаратов исследования по химии, биохимии, фармакологии, иммунологии, вирусологии; отдел включал также лабораторию культуры клетки. Элайон сотрудничала и с Национальным американским онкологическим институтом, с 1970 г. была профессором фармакологии в Дюкском университете. Элайон была консультантом службы общественного здоровья США (1960—64), председателем Гордоновской биохимической конференции (1966), членом научного совета Американского онкологического института (1980—84).
Элайон не смогла поступить в аспирантуру, потому что женщинам это было запрещено и никогда формально не защищала диссертацию на степень доктора философии, но несмотря на это, позже она получила почётные докторские степени от Университета Джорджа Вашингтона, Политехнического института Нью-Йоркского университета (1989) и Гарвардского университета (1998).
Среди лекарственных препаратов, найденных Элайон, меркаптопурин (антилейкемический препарат), иммуносупрессор азатиоприн, аллопуринол (применяемый при подагре), антималярийный препарат пириметамин, триметоприм, ацикловир (антивирусный препарат, применяемый для лечения герпеса).
Член Американской академии искусств и наук (1991) и Американской ассоциации содействия развитию науки. Подписала «Предупреждение учёных человечеству» (1992).
Г. Элайон никогда не была замужем, хотя во время учёбы в Нью-Йоркском университете она хотела выйти замуж за статистика Леонарда, но он умер от инфекционной болезни сердца. Элайон умерла в возрасте 81 года 21 февраля 1999 г. в Чапел-Хилле (Северная Каролина).
Награды
- Garvan–Olin Medal[англ.] (1968)
- Нобелевская премия по физиологии и медицине (1988)
- Национальная научная медаль США (1991)
- Национальный зал славы изобретателей США (1991)
- Премия Лемельсона (1997)

## Научная деятельность
Желание связать свою жизнь с медициной возникло у Элайон под влиянием трагического события, произошедшего в её жизни. В Нобелевской речи Гертруда рассказала:

«одним из решающих факторов, повлиявшим на выбор профессии, стала болезнь и смерть любимого дедушки, скончавшегося от рака, когда мне было всего 15 лет. Я решила тогда, что, когда вырасту, сделаю всё возможное, чтобы научиться лечить людей от этой страшной болезни».

Научную деятельность Элайон начала в «Барроуз Велкам», в лаборатории Дж. Хитчингса. За 10 лет до открытия двойной спирали ДНК она стала изучать модификаторы метаболизма нуклеиновых кислот. Элайон и её коллеги испытывали большие трудности с оборудованием — физико-химические приборы были самыми простыми, а современного спектроскопического и радиологического оборудования не было совсем. Несмотря на это, в лаборатории велась активная работа по созданию новых препаратов.

### Лекарства против лейкемии
В начале 1950-х годов метотрексат, который относится к антиметаболитам
и является антагонистом фолиевой кислоты, был практически единственным доступным препаратом против лейкемии. Ожидаемая продолжительность жизни ребёнка, больного лейкозом, составляла всего три-четыре месяца после постановки диагноза, и только 30 процентов детей проживали более года. Дж. Хитчингс был убежден, что можно остановить рост быстро делящихся клеток (например, клеток бактерий или раковых клеток) с помощью антагонистов азотистых оснований нуклеиновых кислот, от которых зависит их деление, к таким, например, относятся производные пуринов. В качестве целей исследования могли быть выбраны различные ферменты нуклеиновых кислот, известных на тот момент: нуклеазы, нуклеотидазы, нуклеозидазы, деаминазы, ксантиноксидаза и уриказа. Хитчингс и Элайон начали с изучения гуаназы и ксантиноксидазы, чтобы понять, пурины выступают в качестве субстратов или ингибиторов этих ферментов. В 1948 году они обнаружили, что 2,6-диаминопурин является мощным ингибитором роста Lactobacillus casei. Он оказался эффективным и против раковых клеток — его воздействие на опухолевые клетки in vitro показало его сильную ингибирующую активность. В 1951 г. он был впервые опробован на людях, при этом наблюдались ремиссии хронического миелолейкоза. К сожалению, из-за чрезмерной токсичности 2,6-диаминопурина пришлось прекратить его клиническое применение. В 1951 г. Элайон и Хитчингс синтезировали и оценили возможность применения более чем 100 производных пурина, выяснив при этом, что замена атома кислорода атомом серы в положении 6 гуанина и гипоксантина позволяет получить пурины с ингибирующей активностью, а именно 6-тиогуанин (6-ТГ) и 6 -меркаптопурин (6-МП). В результате, в 1953 году Управление по санитарному надзору за качеством пищевых продуктов и медикаментов США одобрило использование 6-МП для лечения острого лейкоза.

### Лекарства от подагры и гиперурикемии
Элайон и Хитчингс заинтересовались лечением подагры и гиперурикемии, когда занимались изучением средств против лейкемии. Они начали исследование ксантиноксидазы, которая отвечает за образование мочевой кислоты из ксантина и гипоксантина, и её ингибиторов. Выяснилось, что лечение 4-гидроксипиразол-(3,4-d) пиримидином (аллопуринолом) приводит к значительному снижению содержания мочевой кислоты в крови и моче. Аллопуринол, как оказалось, может быть как конкурентным ингибитором, так и субстратом ксантиноксидазы. При его окислении образуется соответствующий аналог ксантина, оксипуринол (или аллоксантин), который также является мощным ингибитором ксантиноксидазы. Период полувыведения аллопуринола из плазмы крови составляет 90-120 минут, а оксипуринола — 18-30 часов: то есть, при введении одинарной суточной дозы аллопуринола, возможно в течение нескольких дней поддерживать относительно постоянную концентрацию оксипуринола. Путём регулирования дозировки, концентрацию мочевой кислоты можно поддерживать на нужном уровне.

### Иммуносупрессия и трансплантация
В 1958 г. бостонскому ученому Роберту Шварцу и Г. Элайон с помощью иммунологического скрининг-теста удалось идентифицировать новое вещество — 1-метил-4-нитро-5-имидазолил или азатиоприн (Имуран), пролекарство для 6-меркаптопурина, вырабатываемое эритроцитами под действием глутатиона. Вещество оказалось чрезвычайно эффективным в исследованиях трансплантации почек у собак. В 1962 г. трансплантация почек от неродственных доноров стала возможной и у людей, благодаря применению иммуносупрессивных препаратов на основе азатиоприна и производных кортизона. Иммуносупрессивные свойства азотиоприна также были использованы в лечении различных аутоиммунных заболеваний.

### Противобактериальные средства
В 1966 году путём химических модификаций бензольного кольца 5-бензил-2,4-диаминопиримидина Элайон и сотрудниками было получено производное, действующее против Proteus vulgaris. Вещество было названо «триметоприм», оно является антагонистом фолиевой кислоты и ингибитором бактериальной дигидрофолатредуктазы, в пятьдесят тысяч раз более сильной, чем человеческий фермент. При этом он избирательно действует только на дигидрофолатредуктазу бактерий, не затрагивая фермент человека. Сочетание триметоприма с сульфонамид сульфаметоксазолом (ко-тримоксазолом) было предложено «Бароуз Вэлкам».

### Противовирусные препараты
в 1968 г. Элайон и Хитчингс вновь обратились 2,6-диаминопурину, который не получил распространения из-за своей токсичности. Они начали исследование недавно синтезированного вещества, производного диаминопурина, — 2,4-диаминопурина-арабинозида. Он оказался эффективным не только против вируса коровьей оспы (также, как и 2,6-диаминопурин), но и против простого герпеса, вызывающего различные патологии кожи и слизистых оболочек. В течение нескольких лет Элайон и Хитчингс работали с пуриновыми арабинозидами, изучая взаимосвязь между их структурой и действием, подбирая оптимальные условия синтеза и анализируя их противовирусную эффективность. Среди наиболее перспективных производных диаминопурина-арабинозида (arа-DAP) был гуанин-арабинозид (arа-G). Группа Элайон исследовала механизмы действия различных производных и проводила энзимологические и метаболические испытания in vivo. Именно тогда выявилась высокая эффективность ациклогуанозина (ацикловира). Вскоре вышла самая знаменитая статья Элайон, которая была опубликована в журнале Proceedings of the National Academy of Sciences (PNAS) в декабре 1977 года, всего через два месяца после её подачи. Появление ациклогуанозина произвело настоящую терапевтическую революцию. Ацикловир оказался эффективным в отношении простого герпеса, также как и аналог 2,6-диаминопурина, и причем он был в сто раз более активным. Выяснилось, что спектр действия ацикловира распространяется на вирус простого герпеса типа 1 и 2 и вирус ветряной оспы. Он также проявлял интересные свойства по отношению к вирусу Эпштейна-Барр (ВЭБ). Ацикловир оказался явно более эффективным, чем все ранее предложенные противовирусные препараты. Отличительным свойством нового ингибитора была не только его эффективность, но и его очень высокая селективность, так как он не был цитотоксичным для клеток млекопитающих, в которых развиваются вирусы герпеса. Фармакокинетические и метаболические исследования ацикловира на нескольких видах животных и на людях показали, что он обладает хорошей метаболической стабильностью. Поскольку период полувыведения ацикловира из плазмы крови составляет около трех часов, внутривенное введение ацикловира (торговое название — «зовиракс») обычно назначается с восьмичасовым промежутком. С середины 1990-х годов препарат широко применяется для лечения различных заболеваний, которые вызывает вирус герпеса: генитальный герпес, опоясывающий лишай, герпетическая инфекция у иммунодепрессивных пациентов, герпетический энцефалит и др.. Введение ацикловира в фармакологию, несомненно, стало кульминацией карьеры Элайон.